# Nagrzewnica samochodowa
Nagrzewnica – urządzenie będące częścią samochodu, służy do ogrzewania wnętrza kabiny.
Nagrzewnica ma postać bloku użebrowanych rurek, przez które przepływa gorąca ciecz z układu chłodzenia silnika. Napływające z zewnątrz zimne powietrze przepływa przez nagrzewnicę i po ogrzaniu jest kierowane do wnętrza kabiny. Przepływ powietrza może być wspomagany wentylatorem.
Rodzaje systemów regulacji działania nagrzewnicy:
- W przewodzie doprowadzającym gorącą ciecz do nagrzewnicy wmontowany jest zawór, którym reguluje się przepływ cieczy, a tym samym intensywność nagrzewania
- Przepływ cieczy nie jest regulowany, cały czas jest maksymalny, reguluje się natomiast sposób przepływu powietrza. Powietrze wpadające z zewnątrz jest kierowane częściowo przez nagrzewnicę oraz bezpośrednio do kabiny, regulacja polega na ustawieniu stosunku powietrza nieogrzanego do powietrza ogrzanego.

W niektórych samochodach w nagrzewnicy wmontowana jest grzałka elektryczna zasilana z instalacji elektrycznej samochodu. Zadaniem tego elementu jest ogrzewanie przepływającego powietrza gdy temperatura cieczy chłodzącej jest zbyt niska, np. zaraz po uruchomieniu silnika. Rozwiązanie to powoduje duże obciążenia instalacji elektrycznej.
Innym sposobem ogrzewania samochodu jest ogrzewanie postojowe (zw. webasto), które nie pobiera ciepła z układu chłodzenia, ale z bezpośredniego spalania benzyny lub oleju napędowego w wydzielonej do tego specjalnej komorze. W tym systemie ogrzewanie kabiny nie jest uzależnione od pracy silnika. Jest stosowane na obszarach o niskiej temperaturze np. Szwecja, Alaska, ale także coraz powszechniej w krajach o klimacie umiarkowanym gdyż pozwala szybciej przygotować samochód do jazdy (topi śnieg), wpływa na mniejsze zużycie paliwa i podnosi żywotność silnika (jednostka napędowa jest rozgrzana - nie występuje efekt tzw. zimnego startu)